# Coelioxys spinipyga
Coelioxys spinipyga är en biart som beskrevs av Embrik Strand 1910. Coelioxys spinipyga ingår i släktet kägelbin, och familjen buksamlarbin. Inga underarter finns listade i Catalogue of Life.